# Ținutul Timiș
Il Ținutul Timiș era uno dei 10 Ținut, suddivisione amministrativa di primo livello,  in cui era diviso il Regno di Romania.
Venne istituito nel 1938 a seguito della riforma amministrativa di stampo fascista attuata dal Re Carlo II di Romania.
Comprendeva parte del Banato e della Transilvania e deve il nome al fiume omonimo. Il capoluogo era la città di Timișoara

## Distretti incorporati
I distretti vennero soppressi. I 5 che componevano il Ținutul Timiș erano i seguenti:
- Distretto di Arad
- Distretto di Caraș
- Distretto di Hunedoara
- Distretto di Severin
- Distretto di Timiș-Torontal

## Stemma
Lo stemma consiste in 5 fasce, 3 rosse e 2 azzurre che rappresentavano i 5 distretti dei 71 in cui era divisa la Grande Romania. Un corvo tiene nel becco un anello di zibellino che ricorda una leggenda legata al figlio di János Hunyadi e all'anello della madre.

## Annessione all'Ungheria
A seguito del secondo arbitrato di Vienna l'intero territorio del Ţinut venne annesso all'Ungheria nel 1940.